# Coupe d'Angleterre de football 2008-2009
Navigation
Coupe d'Angleterre 2007-2008 Coupe d'Angleterre 2009-2010
La Coupe d'Angleterre de football 2008-2009 est la 128e édition de la Coupe d'Angleterre de football. Chelsea remporte sa cinquième Coupe d'Angleterre de football au détriment d'Everton sur le score de 2-1 au cours d'une finale jouée à Wembley. 762 équipes ont pris part à la compétition.

## Quatrième tour
|        | Équipe 1                | Score  | Équipe 2             | Spectateurs |
| ------ | ----------------------- | ------ | -------------------- | ----------- |
| 1      | Liverpool               | 1 – 1  | Everton              | 43,524      |
| rejoué | Everton                 | 1 – 0† | Liverpool            | 37,918      |
| 2      | Manchester United       | 2 – 1  | Tottenham Hotspur    | 75,014      |
| 3      | Hull City               | 2 – 0  | Millwall             | 18,639      |
| 4      | Sunderland              | 0 – 0  | Blackburn Rovers     | 22,634      |
| rejoué | Blackburn Rovers        | 2 – 1† | Sunderland           | 10,112      |
| 5      | Hartlepool United       | 0 – 2  | West Ham United      | 6,849       |
| 6      | Sheffield United        | 2 – 1  | Charlton Athletic    | 15,957      |
| 7      | Cardiff City            | 0 – 0  | Arsenal              | 20,079      |
| rejoué | Arsenal                 | 4 – 0  | Cardiff City         | 57,237      |
| 8      | Portsmouth              | 0 – 2  | Swansea City         | 17,357      |
| 9      | Chelsea                 | 3 – 1  | Ipswich Town         | 41,137      |
| 10     | Doncaster Rovers        | 0 – 0  | Aston Villa          | 13,517      |
| rejoué | Aston Villa             | 3 – 1  | Doncaster Rovers     | 24,203      |
| 11     | West Bromwich Albion    | 2 – 2  | Burnley              | 18,294      |
| rejoué | Burnley                 | 3 – 1  | West Bromwich Albion | 6,635       |
| 12     | Torquay United          | 0 – 1  | Coventry City        | 6,018       |
| 13     | Kettering Town          | 2 – 4  | Fulham               | 5,406       |
| 14     | Watford                 | 4 – 3  | Crystal Palace       | 10,006      |
| 15     | Derby County            | 1 – 1  | Nottingham Forest    | 32,035      |
| rejoué | Nottingham Forest       | 2 – 3  | Derby County         | 29,001      |
| 16     | Wolverhampton Wanderers | 1 – 2  | Middlesbrough        | 18,013      |

† – Après prolongation

## Cinquième tour
|        | Équipe 1         | Score | Équipe 2          | Spectateurs |
| ------ | ---------------- | ----- | ----------------- | ----------- |
| 1      | Sheffield United | 1 – 1 | Hull City         | 22,283      |
| rejoué | Hull City        | 2 – 1 | Sheffield United  | 17,239      |
| 2      | Watford          | 1 – 3 | Chelsea           | 16,851      |
| 3      | West Ham United  | 1 – 1 | Middlesbrough     | 33,658      |
| rejoué | Middlesbrough    | 2 – 0 | West Ham United   | 15,602      |
| 4      | Blackburn Rovers | 2 – 2 | Coventry City     | 15,053      |
| rejoué | Coventry City    | 1 – 0 | Blackburn Rovers  | 22,793      |
| 5      | Derby County     | 1 – 4 | Manchester United | 32,103      |
| 6      | Swansea City     | 1 – 1 | Fulham            | 16,573      |
| rejoué | Fulham           | 2 – 1 | Swansea City      | 12,316      |
| 7      | Everton          | 3 – 1 | Aston Villa       | 35,439      |
| 8      | Arsenal          | 3 – 0 | Burnley           | 57,454      |

## Quarts de finale
| 7 mars 2009 | Coventry City | 0 – 2 | Chelsea               | Ricoh Arena, Coventry                                 |                                                       |
| 12:30       |               |       | Drogba 15e · Alex 72e | Spectateurs : 31 407 Arbitrage : Steve Bennett (Kent) | Spectateurs : 31 407 Arbitrage : Steve Bennett (Kent) |
| 12:30       | Rapport       |       |                       | Spectateurs : 31 407 Arbitrage : Steve Bennett (Kent) | Spectateurs : 31 407 Arbitrage : Steve Bennett (Kent) |

| 7 mars 2009 | Fulham  | 0 – 4 | Manchester United                     | Craven Cottage, Londres                               |                                                       |
| 17:15       |         |       | Tévez 20e 35e · Rooney 50e · Park 81e | Spectateurs : 24 662 Arbitrage : Mike Dean (Cheshire) | Spectateurs : 24 662 Arbitrage : Mike Dean (Cheshire) |
| 17:15       | Rapport |       |                                       | Spectateurs : 24 662 Arbitrage : Mike Dean (Cheshire) | Spectateurs : 24 662 Arbitrage : Mike Dean (Cheshire) |

| 17 mars 2009 | Arsenal                     | 2 – 1 | Hull City  | Emirates Stadium, Londres                                    |                                                              |
| 19:45        | Van Persie 74e · Gallas 84e |       | Barmby 13e | Spectateurs : 55 641 Arbitrage : Mike Riley (West Yorkshire) | Spectateurs : 55 641 Arbitrage : Mike Riley (West Yorkshire) |
| 19:45        | Rapport                     |       |            | Spectateurs : 55 641 Arbitrage : Mike Riley (West Yorkshire) | Spectateurs : 55 641 Arbitrage : Mike Riley (West Yorkshire) |

| 8 mars 2009 | Everton                 | 2 – 1 | Middlesbrough | Goodison Park, Liverpool                                  |                                                           |
| 16:00       | Fellaini 50e · Saha 56e |       | Wheater 44e   | Spectateurs : 37 856 Arbitrage : Mark Halsey (Lancashire) | Spectateurs : 37 856 Arbitrage : Mark Halsey (Lancashire) |
| 16:00       | Rapport                 |       |               | Spectateurs : 37 856 Arbitrage : Mark Halsey (Lancashire) | Spectateurs : 37 856 Arbitrage : Mark Halsey (Lancashire) |

## Demi-finales
| 18 avril 2009 | Arsenal     | 1 – 2 | Chelsea                  | Wembley Stadium, Londres                                          |                                                                   |
| 17:15         | Walcott 18e |       | Malouda 33e · Drogba 84e | Spectateurs : 88 103 Arbitrage : Martin Atkinson (West Yorkshire) | Spectateurs : 88 103 Arbitrage : Martin Atkinson (West Yorkshire) |
| 17:15         | Rapport     |       |                          | Spectateurs : 88 103 Arbitrage : Martin Atkinson (West Yorkshire) | Spectateurs : 88 103 Arbitrage : Martin Atkinson (West Yorkshire) |

| 19 avril 2009 | Manchester United                       | 0 – 0 (a.p.)      | Everton                                        | Wembley Stadium, Londres                                     |                                                              |
| 16:00         |                                         |                   |                                                | Spectateurs : 88 141 Arbitrage : Mike Riley (West Yorkshire) | Spectateurs : 88 141 Arbitrage : Mike Riley (West Yorkshire) |
| 16:00         | Rapport                                 |                   |                                                | Spectateurs : 88 141 Arbitrage : Mike Riley (West Yorkshire) | Spectateurs : 88 141 Arbitrage : Mike Riley (West Yorkshire) |
| 16:00         | Berbatov · Ferdinand · Vidić · Anderson | Tirs au but 2 - 4 | Cahill · Baines · Neville · Vaughan · Jagielka | Spectateurs : 88 141 Arbitrage : Mike Riley (West Yorkshire) | Spectateurs : 88 141 Arbitrage : Mike Riley (West Yorkshire) |

## Finale
| Titulaires : |  |
| |  |
| 1 Petr Čech · 17 José Bosingwa · 33 Alex · 26 John Terry (c) · 3 Ashley Cole · 12 John Obi Mikel · 5 Michael Essien 61e · 8 Frank Lampard · 39 Nicolas Anelka · 15 Florent Malouda · 11 Didier Drogba · |  |
| Remplaçants : |  |
| 42 Henrique Hilário · 2 Branislav Ivanović · 35 Juliano Belletti · 42 Michael Mancienne · 13 Michael Ballack 61e · 9 Franco Di Santo · 21 Salomon Kalou ·                                               |  |
| Entraîneur : |  |
| Guus Hiddink |  |

| Titulaires : |  |
| |  |
| 24 Tim Howard · 2 Tony Hibbert 46e · 4 Joseph Yobo · 5 Joleon Lescott · 3 Leighton Baines · 21 Leon Osman 82e · 18 Phil Neville (c) · 20 Steven Pienaar · 17 Tim Cahill · 25 Marouane Fellaini · 9 Louis Saha 75e · |  |
| Remplaçants : |  |
| 1 Carlo Nash · 15 Lars Jacobsen 46e · 8 Segundo Castillo · 26 Jack Rodwell · 32 Dan Gosling 82e · 14 James Vaughan 75e · 37 Jose Baxter ·                                                                           |  |
| Entraîneur : |  |
| David Moyes |  |

| Titulaires : |  |
| |  |
| 1 Petr Čech · 17 José Bosingwa · 33 Alex · 26 John Terry (c) · 3 Ashley Cole · 12 John Obi Mikel · 5 Michael Essien 61e · 8 Frank Lampard · 39 Nicolas Anelka · 15 Florent Malouda · 11 Didier Drogba · |  |
| Remplaçants : |  |
| 42 Henrique Hilário · 2 Branislav Ivanović · 35 Juliano Belletti · 42 Michael Mancienne · 13 Michael Ballack 61e · 9 Franco Di Santo · 21 Salomon Kalou ·                                               |  |
| Entraîneur : |  |
| Guus Hiddink |  |

| Titulaires : |  |
| |  |
| 24 Tim Howard · 2 Tony Hibbert 46e · 4 Joseph Yobo · 5 Joleon Lescott · 3 Leighton Baines · 21 Leon Osman 82e · 18 Phil Neville (c) · 20 Steven Pienaar · 17 Tim Cahill · 25 Marouane Fellaini · 9 Louis Saha 75e · |  |
| Remplaçants : |  |
| 1 Carlo Nash · 15 Lars Jacobsen 46e · 8 Segundo Castillo · 26 Jack Rodwell · 32 Dan Gosling 82e · 14 James Vaughan 75e · 37 Jose Baxter ·                                                                           |  |
| Entraîneur : |  |
| David Moyes |  |

| Chelsea | Everton |

## Meilleurs buteurs
| Pos. | Joueur              | Club                | Buts |
| ---- | ------------------- | ------------------- | ---- |
| 1    | Nicolas Anelka      | Chelsea             | 4    |
| 1    | Matthew Fryatt      | Leicester City      | 4    |
| 1    | Gary Hooper         | Scunthorpe United   | 4    |
| 1    | Robin van Persie    | Arsenal             | 4    |
| 1    | Craig Westcarr      | Kettering Town      | 4    |
| 6    | Afonso Alves        | Middlesbrough       | 3    |
| 6    | Michael Ballack     | Chelsea             | 3    |
| 6    | Andy Barcham        | Gillingham          | 3    |
| 6    | Jermaine Beckford   | Leeds United        | 3    |
| 6    | Didier Drogba       | Chelsea             | 3    |
| 6    | Louis Dodds         | Port Vale           | 3    |
| 6    | Eduardo             | Arsenal             | 3    |
| 6    | Greg Halford        | Sheffield United    | 3    |
| 6    | Matt Harrold        | Wycombe Wanderers   | 3    |
| 6    | Rob Hulse           | Derby County        | 3    |
| 6    | Andy Johnson        | Fulham              | 3    |
| 6    | Frank Lampard       | Chelsea             | 3    |
| 6    | Adam le Fondre      | Rochdale            | 3    |
| 6    | Jack Lester         | Chesterfield        | 3    |
| 6    | Craig Mackail-Smith | Peterborough United | 3    |
| 6    | James Milner        | Aston Villa         | 3    |
| 6    | Roman Pavlyuchenko  | Tottenham Hotspur   | 3    |
| 6    | Jason Scotland      | Swansea City        | 3    |
| 6    | Steven Thompson     | Burnley             | 3    |